# Tanimbartrast
Tanimbartrast (Geokichla schistacea) är en fågel i familjen trastar inom ordningen tättingar. Den förekommer enbart på två öar i indonesiska östra Små Sundaöarna. Det begränsade utbredningsområdet och omfattande avskogning gör att den kategoriseras som nära hotad. 

## Utseende och läte
Tanimbartrasten är en omisskännlg trast i svart, grått och vitt. Ovansidan är grå och huvudet svart med tydligt vit öronfläck och ett långt vitt ögonbrynsstreck. Den är vidare svart på strupe och bröst, medan buken är vit, översållad med svarta fläckar på övre delen. Sången är komplex, en serie med melodiska visslade strofer, mestadels uppåtböjda i början, och uppblandade med snabba "chew-chew-chew".

## Utbredning och systematik
Fågeln förekommer i östra Små Sundaöarna (Yamdena och Larat). Den behandlas som monotypisk, det vill säga att den inte delas in i några underarter.

### Släktestillhörighet
Tidigare placerades arten i släktet Zoothera, men flera DNA-studier visar att tanimbartrast med släktingar står närmare bland andra trastarna i Turdus.

## Levnadssaätt
Tanimbartrasten hittas i skogsområden. Där födosöker den på marken, men sitter gärna i träd strax under trädtaket, framför allt när den sjunger.

## Status
Tanimbartrasten är relativt vanlig men antas på grund av det begränsade utbredningsområdet ha en liten världspopulation. Den tros också minska arealer av sitt habitat till följd av skogsavverkningar. IUCN kategoriserar arten som nära hotad.